# Halysidota caripator
Halysidota caripator är en fjärilsart som beskrevs av Adalbert Seitz 1922. Halysidota caripator ingår i släktet Halysidota och familjen björnspinnare. Inga underarter finns listade i Catalogue of Life.